# Staafkerk van Urnes
De staafkerk te Urnes ligt in het gehucht Ornes (of Urnes), gemeente Luster aan de oostzijde van het Lusterfjord in de provincie Vestland te Noorwegen.
Ze werd gebouwd tussen 1130 en 1150 en staat in Noorwegen ook wel bekend als de koningin der kerken. Behalve dat de staafkerken de oudste houten gebouwen van Noorwegen zijn, zijn ze de oudste houten christelijke kerken.
De huidige kerk is niet de eerste op deze locatie; opgravingen in 1956-1957 door de archeoloog en architect Håkon Christie hebben aangetoond dat er hier in ieder geval één, zo niet twee, oudere kerken hebben gestaan. Het houtsnijwerk aan de noordgevel is waarschijnlijk afkomstig van een van deze eerdere kerken, omdat overeenkomstig snijwerk nergens anders wordt aangetroffen. De stijl van dit houtsnijwerk wordt dan ook de Urnes-stijl genoemd (zie afbeelding op deze pagina).
Deze kerk werd geplaatst op de lijst van Werelderfgoed door UNESCO in 1979. Een van de redenen hiervoor is de eerdergenoemde Urnes-stijl; de staafkerk van Urnes is een van zeven Noorse monumenten op deze lijst.

## Geschiedenis

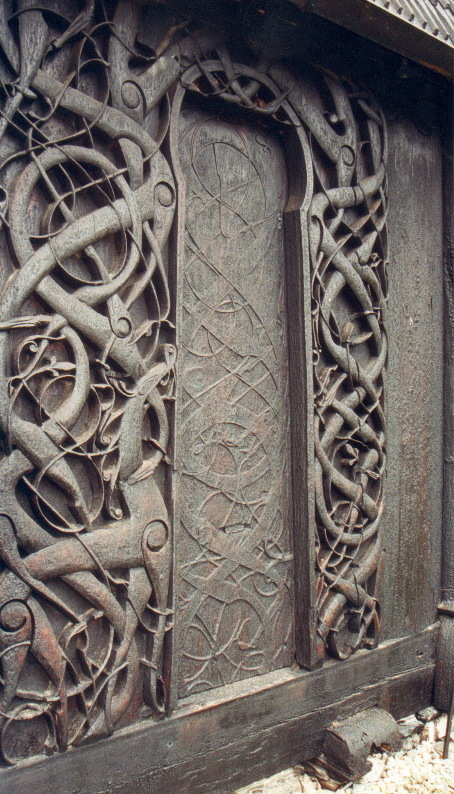
Het portaal van een vroegere versie van de kerk, nu ter versiering bevestigd aan de noordgevel van de huidige kerk.

In de tijd toen deze kerk werd gebouwd, lag ze ongeveer 120 meter van de fjord af. Ze werd op de Sognefjord georiënteerd met zicht op de Luster aan de ene kant en van de andere kant was er uitzicht op de monding van de fjord. Hoewel haar ligging vandaag de dag enigszins geïsoleerd lijkt, was dat in het toenmalige Noorwegen niet het geval. De fjorden waren de rijkswegen van het land, of er nu ten strijde werd getrokken of handel werd gedreven. Dat dit geen uithoek was, tonen ook delen van de inventaris: de kerk heeft onder meer twee geëmailleerde 13e-eeuwse kandelaars uit Limoges (Frankrijk).
Rondom deze kerk zijn ook veel legendes, waaronder een variatie op het Deense sprookje van Hagbard en Signe. Volgens de traditie vond hun tragisch liefdesverhaal hier plaats. Er schijnen ook tastbare bewijzen hiervoor te zijn geweest, zoals een 50 ellen lang weefsel (het Weefsel van Signe) dat bij brand nat werd gemaakt en als blusdeken gebruikt, of waarvan fragmenten werden uitgedeeld als relikwie.